# Speciace

schéma jednotlivých typů speciace

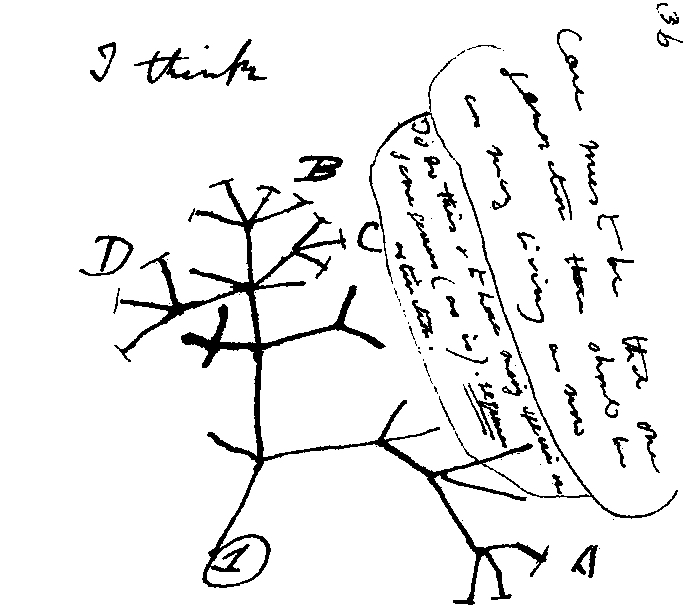
Darwinovy první náčrtky kladistických stromů

Speciace je evoluční proces vzniku nových biologických druhů (latinsky species). Procesem speciace se štěpí a větví evoluční linie a vznikají i vyšší taxony než druh.

## Mutace a separace
Speciace probíhá díky vzniku mutací v genetickém kódu. V populaci obvykle převládnou mutanti s kladnými znaky, které podporuje darwinovský přirozený výběr. Nový mutant je ale ohrožen křížením s původní populací a aby ke speciaci skutečně došlo, musí být nějak oddělen. Pokud se část populace oddělí do dvou geografických celků (např. dvě populace izolované řekou nebo pohořím), jde o alopatrickou speciaci. Při parapatrické speciaci má geografická izolace jen druhotný význam. K oddělení může dojít buď proto, že mutant si najde jiný biotop (u cizopasníků například jiného hostitele), že se s většinovou populací křížit nemůže (saltační speciace), anebo proto, že heterozygoti (tedy jedinci vzniklí křížením daných dvou populací) mají nižší fitness.
Někdy však v populaci mohou převládnout i negativní znaky a i ty mohou utvořit nový druh. V tomto ohledu jsou známé procesy jako genetický drift.

## Umělá speciace
Člověk přirozený výběr napodobuje šlechtěním - záměrným výběrem a oddělováním určitých mutantů. Tento jev se nazývá domestikace. Domestikací vlka vznikl pes.